# Atelopus oxyrhynchus
Atelopus oxyrhynchus is een kikker uit de familie padden (Bufonidae) en het geslacht klompvoetkikkers (Atelopus). De soort werd voor het eerst wetenschappelijk beschreven door George Albert Boulenger in 1903.
Atelopus oxyrhynchus leeft in delen van Zuid-Amerika en komt endemisch voor in Venezuela. De kikker is bekend van een hoogte van 2010 tot 3500 meter boven zeeniveau. De soort komt in een relatief klein gebied voor en is hierdoor kwetsbaar. Door de internationale natuurbeschermingsorganisatie IUCN wordt de soort beschouwd als 'Kritiek'.
Atelopus oxyrhynchus is een bewoner van nevelbossen. De soort kwam vroeger nog algemeen voor, werd vanaf eind jaren tachtig van de twintigste eeuw meer dan drie deccenia niet meer gezien, ondanks gerichte zoekexpedities. In 2020 werd de waarneming van een groot aantal kikkervisjes van Atelopus oxyrhynchus in onaangetaste stroompjes in de Cordillera de los Andes nabij Mérida gemeld.